# Liste der Richter am Gericht der Europäischen Union
Die Rechtsprechung am Gericht der Europäischen Union wird durch 54 Richter ausgeübt. Jeder Mitgliedsstaat der Europäischen Union ist inzwischen durch zwei Richter vertreten.

## Amtierende Richter
| Name                                             | Land         | Amtszeit                                 |
| ------------------------------------------------ | ------------ | ---------------------------------------- |
| Paul Nihoul (* 1963)                             | Belgien      | 19. September 2016 – 31. August 2028     |
| Geert de Baere (* 1979)                          | Belgien      | 4. Oktober 2017 – 31. August 2028        |
| Mariyana Kancheva (* 1958)                       | Bulgarien    | 19. September 2011 – 31. August 2025     |
| Alexander Kornezov (* 1978)                      | Bulgarien    | 19. September 2016 – 14. September 2025  |
| Petra Škvařilová-Pelzl (* 1975)                  | Tschechien   | 26. September 2019 – 31. August 2031     |
| David Petrlík (* 1978)                           | Tschechien   | 1. März 2021 – 31. August 2031           |
| Jesper Svenningsen (* 1966)                      | Dänemark     | 19. September 2016 – 31. August 2028     |
| Louise Spangsberg Grønfeldt (* 1980)             | Dänemark     | 27. September 2023 – 31. August 2028     |
| Johannes Laitenberger (* 1964)                   | Deutschland  | 1. September 2019 – 31. August 2025      |
| Gabriele Steinfatt (* 1977)                      | Deutschland  | 1. September 2019 – 31. August 2025      |
| Lauri Madise (* 1974)                            | Estland      | 23. Oktober 2013 – 31. August 2025       |
| Iko Nõmm (* 1977)                                | Estland      | 26. September 2019 – 31. August 2025     |
| Suzanne Kingston (* 1977)                        | Irland       | 13. Januar 2022 – 31. August 2031        |
| Colm Mac Eochaidh (* 1963)                       | Irland       | 8. Juni 2017 – 31. August 2031           |
| Ioannis Dimitrakopoulos (* 1971)                 | Griechenland | 13. Januar 2022 – 31. August 2025        |
| William Valasidis (* 1971)                       | Griechenland | 15. September 2022 – 31. August 2025     |
| José Martín y Pérez de Nanclares (* 1965)        | Spanien      | 26. September 2019 – 31. August 2031     |
| Miguel Sampol Pucurull (* 1974)                  | Spanien      | 26. September 2019 – 31. August 2031     |
| Hervé Cassagnabère (* 1976)                      | Frankreich   | 7. Oktober 2024 – 31. August 2031        |
| Laurent Truchot (* 1962)                         | Frankreich   | 26. September 2019 – 31. August 2031 (a) |
| Vesna Tomljenović (* 1956)                       | Kroatien     | 4. Juli 2013 – 31. August 2025           |
| Tanja Pavelin                                    | Kroatien     | 1. September 2025 – 31. August 2031      |
| Tamara Perišin (* 1979)                          | Kroatien     | 26. September 2019 – 31. August 2025     |
| Roberto Mastroianni (* 1964)                     | Italien      | 26. September 2019 – 31. August 2025     |
| Francesco Bestagno                               | Italien      | 1. September 2025 – 31. August 2031      |
| Ornella Porchia (* 1966)                         | Italien      | 26. September 2019 – 31. August 2025     |
| Savvas Papasavvas (* 1969)                       | Zypern       | 12. Mai 2004 – 31. August 2028           |
| Anna Marcoulli (* 1974)                          | Zypern       | 13. April 2016 – 31. August 2028         |
| Pēteris Zilgalvis (* 1964)                       | Lettland     | 27. September 2021 – 31. August 2031     |
| Inga Reine (* 1975)                              | Lettland     | 13. April 2016 – 31. August 2031         |
| Danutė Jočienė (* 1979)                          | Litauen      | 26. März 2025 – 31. August 2025          |
| Saulius Lukas Kalėda (* 1976)                    | Litauen      | 27. September 2023 – 31. August 2031     |
| Marc Jaeger (* 1954), Präsident 2007–2019        | Luxemburg    | 11. Juli 1996 – 31. August 2028          |
| Raphaël Meyer (* 1979)                           | Luxemburg    | 7. Oktober 2024 – 31. August 2028        |
| Tihamér Tóth (* 1971)                            | Ungarn       | 6. Juli 2022 – 31. August 2028           |
| Krisztián Kecsmár (* 1975)                       | Ungarn       | 27. Oktober 2021 – 31. August 2028       |
| Eugène Buttigieg (* 1961)                        | Malta        | 8. Oktober 2012 – 31. August 2025        |
| Ramona Frendo (* 1971)                           | Malta        | 20. März 2019 – 31. August 2025          |
| Marc van der Woude (* 1960), Präsident seit 2019 | Niederlande  | 1. September 2010 – 31. August 2028      |
| Steven Verschuur (* 1977)                        | Niederlande  | 15. September 2022 – 31. August 2028     |
| Elisabeth Tichy-Fisslberger (* 1957)             | Österreich   | 15. September 2022 – 31. August 2028     |
| Gerhard Hesse (* 1970)                           | Österreich   | 26. September 2019 – 31. August 2022     |
| Krystyna Kowalik-Bańczyk (* 1976)                | Polen        | 19. September 2016 – 31. August 2022 (b) |
| Nina Półtorak (* 1971)                           | Polen        | 13. April 2016 – 31. August 2016 (b)     |
| Ricardo da Silva Passos (* 1953)                 | Portugal     | 19. September 2016 – 31. August 2028     |
| Maria José Costeira (* 1967)                     | Portugal     | 19. September 2016 – 31. August 2028     |
| Ion Gâlea (* 1978)                               | Rumänien     | 27. Oktober 2021 – 31. August 2028       |
| Mirela Stancu (* 1974)                           | Rumänien     | 26. September 2019 – 31. August 2028     |
| Maja Brkan (* 1979)                              | Slowenien    | 6. Juli 2021 – 31. August 2025           |
| Damjan Kukovec (* 1977)                          | Slowenien    | 13. Januar 2022 – 31. August 2025        |
| Juraj Schwarcz (* 1952)                          | Slowakei     | 7. Oktober 2009 – 31. August 2022 (b)    |
| Beatrix Ricziová (* 1987)                        | Slowakei     | 6. Juli 2022 – 31. August 2028           |
| Heikki Kanninen (* 1952)                         | Finnland     | 6. Oktober 2009 – 31. August 2028        |
| Tuula Riitta Pynnä (* 1958)                      | Finnland     | 26. September 2019 – 31. August 2028     |
| Ulf Christophe Öberg (* 1966)                    | Schweden     | 19. September 2016 – 31. August 2031     |
| Jörgen Hettne                                    | Schweden     | 26. März 2025 – 31. August 2025          |

## Ehemalige Richter
| Name                                                   | Land                       | Amtszeit                                 |
| ------------------------------------------------------ | -------------------------- | ---------------------------------------- |
| Koen Lenaerts (* 1954)                                 | Belgien                    | 25. September 1989 – 6. Oktober 2003     |
| Franklin Dehousse (* 1959)                             | Belgien                    | 6. Oktober 2003 – 19. September 2016     |
| Teodor Tchipev (* 1940)                                | Bulgarien                  | 12. Januar 2007 – 29. Juni 2010          |
| Irena Pelikánová (* 1949)                              | Tschechien                 | 12. Mai 2004 – 26. September 2019        |
| Jan Passer (* 1974)                                    | Tschechien                 | 19. September 2016 – 6. Oktober 2020     |
| Bo Vesterdorf (* 1945), Präsident 1998–2007            | Dänemark                   | 25. September 1989 – 17. September 2007  |
| Sten Frimodt Nielsen (* 1963)                          | Dänemark                   | 17. September 2007 – 31. August 2022     |
| Heinrich Kirschner (1938–1997)                         | Deutschland                | 25. September 1989 – 6. Februar 1997     |
| Jörg Pirrung (1940-2019)                               | Deutschland                | 11. Juni 1997 – 17. September 2007       |
| Alfred Dittrich (* 1950)                               | Deutschland                | 17. September 2007 – 31. August 2019     |
| Küllike Jürimäe (* 1962)                               | Estland                    | 12. Mai 2004 – 31. August 2016           |
| Donal Patrick Michael Barrington (1954-2018)           | Irland                     | 1. September 1989 – 10. Januar 1996      |
| John D. Cooke (1944-2022)                              | Irland                     | 10. Januar 1996 – 15. September 2008     |
| Kevin O’Higgins (* 1946)                               | Irland                     | 15. September 2008 – 31. August 2013     |
| Anthony Michael Collins (* 1960)                       | Irland                     | 1. September 2013 – 31. August 2019      |
| Christos Yeraris (* 1938)                              | Griechenland               | 1. September 1989 – 18. September 1992   |
| Andreas Kalogeropoulos (* 1944)                        | Griechenland               | 18. September 1992 – 17. September 1998  |
| Michail Vilaras (* 1950)                               | Griechenland               | 17. September 1998 – 25. Oktober 2010    |
| Dimitrios Gratsias (* 1957)                            | Griechenland               | 25. Oktober 2010 – 31. August 2016       |
| Constantinos Iliopoulos (* 1948)                       | Griechenland               | 13. April 2016 – 15. September 2022      |
| Rafael García-Valdecasas y Fernández (* 1946)          | Spanien                    | 25. September 1989 – 17. September 2007  |
| Santiago Soldevila Fragoso (* 1960)                    | Spanien                    | 17. September 2007 – 31. August 2013     |
| Ignacio Ulloa Rubio (* 1967)                           | Spanien                    | 1. September 2013 – 31. August 2019      |
| Leopoldo Calvo-Sotelo Ibáñez-Martín (* 1957)           | Spanien                    | 1. September 2013 – 31. August 2019      |
| Jacques Biancarelli (1948-2020)                        | Frankreich                 | 1. September 1989 – 17. September 1995   |
| André Potocki (* 1950)                                 | Frankreich                 | 18. September 1995 – 19. September 2001  |
| Hubert Legal (* 1954)                                  | Frankreich                 | 19. September 2001 – 17. September 2007  |
| Laurent Truchot (* 1962)                               | Frankreich                 | 17. September 2007 – 31. August 2013 (a) |
| Stéphane Gervasoni (* 1967)                            | Frankreich                 | 16. September 2013 – 6. Oktober 2024     |
| Antonio Saggio (1934-2010), Präsident 1995–1998        | Italien                    | 25. September 1989 – 4. März 1998        |
| Paolo Mengozzi (* 1938)                                | Italien                    | 4. März 1998 – 3. Mai 2006               |
| Enzo Moavero Milanesi (* 1954)                         | Italien                    | 3. Mai 2006 – 15. November 2011          |
| Guido Berardis (* 1950)                                | Italien                    | 17. September 2012 – 31. August 2019     |
| Ezio Perillo (* 1950)                                  | Italien                    | 19. September 2016 – 26. September 2019  |
| Ingrīda Labucka (* 1963)                               | Lettland                   | 12. Mai 2004 – 31. August 2019           |
| Vilenas Vadapalas (* 1954)                             | Litauen                    | 12. Mai 2004 – 31. August 2013           |
| Egidijus Bieliūnas (* 1950)                            | Litauen                    | 1. September 2013 – 31. August 2019      |
| Virgilijus Valančius (* 1963)                          | Litauen                    | 13. April 2016 – 27. September 2023      |
| Romain Schintgen (* 1939)                              | Luxemburg                  | 25. September 1989 – 11. Juli 1996       |
| Dean Spielmann (* 1962)                                | Luxemburg                  | 13. April 2016 – 6. Oktober 2024         |
| Ottó Czúcz (* 1946)                                    | Ungarn                     | 12. Mai 2004 – 31. August 2019           |
| Barna Berke (1966-2021)                                | Ungarn                     | 19. September 2016 – 1. August 2021      |
| Zoltán Csehi (* 1965)                                  | Ungarn                     | 13. April 2016 – 7. Oktober 2021         |
| Ena Cremona (1937–2024)                                | Malta                      | 12. Mai 2004 – 31. August 2013           |
| Peter George Xuereb (* 1954)                           | Malta                      | 8. Juni 2016 – 8. Oktober 2018           |
| Cornelis Paulus Briët (* 1944)                         | Niederlande                | 25. September 1989 – 17. September 1998  |
| Arjen W. H. Meij (* 1944)                              | Niederlande                | 17. September 1998 – 13. September 2010  |
| Josef Azizi (* 1948)                                   | Österreich                 | 18. Januar 1995 – 16. September 2013     |
| Viktor Kreuschitz (* 1952)                             | Österreich                 | 16. September 2013 – 31. August 2022     |
| Irena Wiszniewska-Bialecka (1947–2018)                 | Polen                      | 12. Mai 2004 – 31. August 2016           |
| José Luís da Cruz Vilaça (* 1944), Präsident 1989–1995 | Portugal                   | 1. September 1989 – 17. September 1995   |
| Rui Manuel Gens de Moura Ramos (* 1950)                | Portugal                   | 18. September 1995 – 31. März 2003       |
| Maria Eugénia Martins de Nazaré Ribeiro (* 1956)       | Portugal                   | 31. März 2003 – 31. August 2016          |
| Valeriu M. Ciuca (* 1960)                              | Rumänien                   | 12. Januar 2007 – 31. August 2010        |
| Andrei Popescu (* 1948)                                | Rumänien                   | 26. November 2010 – 31. August 2016      |
| Octavia Spineanu-Matei (* 1967)                        | Rumänien                   | 19. September 2016 – 7. Oktober 2021     |
| Verica Trstenjak (* 1962)                              | Slowenien                  | 7. Juli 2004 – 6. Oktober 2006           |
| Miro Prek (* 1965)                                     | Slowenien                  | 7. Oktober 2006 – 31. August 2019        |
| Daniel Šváby (* 1951)                                  | Slowakei                   | 12. Mai 2004 – 6. Oktober 2009           |
| Virpi Tiili (* 1942)                                   | Finnland                   | 18. Januar 1995 – 6. Oktober 2009        |
| Pernilla Lindh (* 1945)                                | Schweden                   | 18. Januar 1995 – 6. Oktober 2006        |
| Nils Wahl (* 1961)                                     | Schweden                   | 7. Oktober 2006 – 28. November 2012      |
| Carl Wetter (* 1949)                                   | Schweden                   | 1. September 2013 – 31. August 2019      |
| David Alexander Ogilvy Edward (* 1934)                 | Vereinigtes Königreich (b) | 25. September 1989 – 9. März 1992        |
| Christopher William Bellamy (* 1946)                   | Vereinigtes Königreich     | 10. März 1992 – 15. Dezember 1999        |
| Nicholas James Forwood (* 1948)                        | Vereinigtes Königreich     | 15. Dezember 1999 – 6. Oktober 2015      |
| Ian Stewart Forrester (* 1945)                         | Vereinigtes Königreich     | 7. Oktober 2015 – 31. August 2019        |
| Rimvydas Norkus (* 1979)                               | Litauen                    | 1. September 2019 – 6. Oktober 2024      |
| Fredrik Schalin (* 1964)                               | Schweden                   | 8. Juni 2016 – 6. Oktober 2024           |

## Kanzler
| Name                       | Land        | Amtszeit                             |
| -------------------------- | ----------- | ------------------------------------ |
| Hans Jung (1944–2009)      | Deutschland | 27. September 1989 – 6. Oktober 2005 |
| Emmanuel Coulon (* 1968)   | Frankreich  | 6. Oktober 2005 – 30. April 2023     |
| Vittorio Di Bucci (* 1963) | Italien     | 5. Juni 2023 – 4. Juni 2029 (vss.)   |